# About Fate
About Fate (titulada Acerca del destino en España) es una comedia romántica estadounidense de 2022 dirigida por Maryus Vaysberg y protagonizada por Emma Roberts, Thomas Mann, Britt Robertson, Madelaine Petsch, Lewis Tan y Wendie Malick. Es un remake de la película de televisión soviética de 1976 La ironía del destino.
Se estrenó el 8 de septiembre de 2022 en algunas salas de cine y en plataformas digitales.

## Argumento
Griffin Reed (Thomas Mann) es un abogado que sale con una modelo-influencer llamada Clementine Pratt (Madelaine Petsch), una mujer egocéntrica que comparte cada instante de su vida en redes sociales para complacer a las marcas que le pagan por promocionarse en su perfil. Por otro lado, Margo Hayes (Emma Roberts), es una agente inmobiliaria que está saliendo con Kip (Lewis Tan), un contratista certificado con cinturón negro.
Ambas parejas coinciden en un restaurante en la misma noche, justo cuando Griffin planea pedir matrimonio a Clementine según la tradición familiar, ya que siempre se hace en ese restaurante. Pero Clementine le pide a su novio que retrase la propuesta hasta la víspera de Año Nuevo para poder compartirlo en las redes sociales. A la vez, Margo espera ansiosa que Kip le proponga matrimonio, pero en cambio, la sorpresa que le depara es que termina la relación.
Después de estos incómodos momentos, tanto Kip como Clementine se marchan del restaurante y Margo y Griffin se encuentran fuera. Él le ofrece su ayuda, y Margo responde con una sonrisa: «No, a menos que lleves un anillo de compromiso en el bolsillo». Para sorpresa de ambos, resulta que sí lo tiene. Pero la verdadera sorpresa está por llegar, ya que el segundo encuentro entre ellos se llevará a cabo en la cama de Margo, donde Griffin aparece desnudo, dando inicio a un inesperado y cómico capítulo en su historia.

## Reparto
- Emma Roberts como Margot Hayes
- Thomas Mann como Griffin Reed
- Madelaine Petsch como Clementine Pratt
- Lewis Tan como Kip Prescott
- Britt Robertson como Carrie Hayes
- Fikile Mthwalo como Dana
- Jared Troilo como Brian
- Cheryl Hines como Judy Hayes
- Dennis Staroselsky como Sam
- Meeghan Holaway como Flour
- Ken Cheeseman como Paul Hayes
- Ricardo Pitts-Wiley como Charlie
- Rose Weaver como Hazel
- Wendie Malick como Nancy Reed